# 葭の髄から
『葭の髄から』（よしのずいから）は、日本の作家阿川弘之が、月刊誌『文藝春秋』に連載した随筆である。新字旧かな表記で、1997年（平成9年）5月号より連載開始し、2010年（平成22年）9月号で終了した。文藝春秋で単行本および文庫4冊が出版されている。

## 概要
『文藝春秋』の巻頭随筆で、この巻頭随筆枠は、小泉信三をはじめとした著名人が歴代の執筆者として名を連ねていた歴史のある枠として知られていたが、1996年（平成8年）にそれまで執筆を担当していた司馬遼太郎が死去したのち、当時の編集長笹本弘一が阿川に随筆連載を依頼。阿川は幾度か固辞したものの、「『蓋棺録』まで書いて欲しい。」という編集長のウィットに富んだ言葉に動かされ、執筆を承諾。題名は江戸いろはかるたの、「葭の髄から天上覗く」から引用したものである。時事問題から日常の些事まで幅広いテーマを取り上げ、「闊達自在、ユーモアと品格に溢れた名文」と連載開始以来根強い人気を得ていたが、阿川の「高齢による衰えが著しく身を引きたい」という希望により、同誌2010年9月号掲載の「擱筆の記」をもって惜しまれつつ13年間の歴史に幕を下ろした。
翌2011年1月に未単行本化分の随筆をまとめた『天皇さんの涙―葭の髄から・完』が出版された。なお、阿川はこの本をもって約60年にわたる執筆活動を終えると宣言している。

## 記事名一覧（単行本化作品）

### 葭の髄から
- 1.米内さんの書
- 2.古橋語る
- 3.香港点描
- 4.宰相私論
- 5.続・宰相私論
- 6.続々・宰相私論
- 7.サンセット大通り
- 8.土下座考
- 9.鯨の論理
- 10.非難場所・陸軍仕官学校
- 11.糞尿譚
- 12.広津家三代の展覧会
- 13.気味の悪い風景
- 14.浄瑠璃寺再訪
- 15.名をこそ惜しめ
- 16.親切な日本人
- 17.亡国の予感
- 18.株屋の早耳
- 19.船の名前
- 20.憲法のための国家
- 21.松樹千年の翠
- 22.芦田伸介追想
- 23.転倒事故始末記
- 24.君命を辱めず
- 25.特攻隊のまぼろし
- 26.東南アジアの海賊艇
- 27.旅中点描
- 28.避けて通れぬきたない話
- 29.九十八翁を囲む会
- 30.電話嫌ひ
- 31.日の丸の籏二題
- 32.「毛沢東秘録」
- 33.「よろしくお願ひします」
- 34.誕生日プレゼント
- 35.志は高く
- 36.チェコの絵葉書
- 37.石原都知事に一筆啓上
- 38.国語の文芸復興
- 39.大東亜戦争
- 40.殯宮祗候
- あとがき

### 人やさき 犬やさき
- 1.隠れたる名著
- 2.女王陛下にキスされた話
- 3.はつたりマント
- 4.厠の歴史
- 5.べしは正しく使ふべし
- 6.十七歳の歌
- 7.病牀雑記
- 8.忠臣蔵
- 9.二人の外務大臣
- 10.三つの光
- 11.車中随想
- 12.人間の大工
- 13.元寇に思ふ
- 14.白い虹
- 15.帰去来の辞
- 16.だつた考
- 17.憧れの日本
- 18.新春読書始
- 19.近藤啓太郎追悼
- 20.海軍の採用試験秘話
- 21.天皇陛下ハワイの休日
- 22.重臣たちの証言録（一）
- 23.重臣たちの証言録（二）
- 24.重臣たちの証言録（三）
- 25.人食ひ鮫の終戦秘話
- 26.新世紀の笑ひもの
- 27.謝るつきやない
- 28.ポルトガル再訪
- 29.日本に捨てられる
- 30.さよなら三十分
- 31.銀行に御注意
- 32.イラク戦争是か非か
- 33.支那と中国
- 34.筍文化
- 35.心の祖国
- 36.宮様の伝記
- 37.司馬遷と司馬遼太郎
- 38.桂離宮修復
- 39.人やさき 犬やさき
- あとがき

### エレガントな象
- 1.エレガントな象
- 2.自衛隊イラク派遣
- 3.至誠に悖るなかりしか
- 4.「武士の家計簿」
- 5.古山高麗雄を偲ぶ
- 6.チャーチルの言葉
- 7.青酸カリの話
- 8.カーネーション流運転術
- 9.戦場の青春
- 10.阿部昭の思ひ出
- 11.アメリカ憎悪
- 12.読書雑記
- 13.夕暮れの高山寺
- 14.日本よい国花の国
- 15.馬鹿の日帰り
- 16.「紳士と淑女」二十五周年
- 17.イソップの教訓
- 18.「サッちゃん」の作者逝く
- 19.お茶漬けの味
- 20.からす騒動
- 21.江戸城大奥
- 22.聯隊・聯合艦隊
- 23.人の来ない港の教会
- 24.細川護貞さんの思ひ出
- 25.「不肖・宮嶋」さんへ
- 26.私の幸福諭
- 27.ある御老女の死
- 28.女系天皇是か非か
- 29.続・女系天皇是か非か
- 30.桜吹雪の春の宵
- 31.海軍記念日に思ふ
- 32.鬼の文壇回顧録
- 33.母の名をつけた原爆機
- 34.「お言葉」は終りましたが
- 35.台湾の川柳
- 36.田螺殿 田螺殿
- 37.風邪を引かない方法
- 38.再説・田螺殿
- あとがき

## 天皇さんの涙
文藝春秋2007年3月号以降の連載分から掲載順に記載。
- 1.日系老教授の死を悼む
- 2.男性専用車
- 3.野性動物とのお付き合ひ
- 4.「こんないい奥さん」
- 5.「星の一生」
- 6.静かに過すことを習へ
- 7.侍従日記閑話・その一
- 8.侍従日記閑話・その二
- 9.陸海軍用語辞典
- 10.歳月九十九
- 11.高峰秀子の宝物
- 12.明治天皇と広島大本営
- 13.英国の光と影
- 14.九千万余の国民に
- 15.凍結された日本語
- 16.奈良茶
- 17.方言の面白さ
- 18.わたくし眼日記
- 19.忘れてゐたドイツ語
- 20.「LIFE」の日本敗戦特集号
- 21.北京五輪私感
- 22.「新・東京裁判」再読
- 23.八十八雑話
- 24.老年の慈悲心
- 25.日米戦争と茂吉
- 26.日本国民の幼児性
- 27.名人の素顔
- 28.時は過ぎ行く
- 29.数の表記法
- 30.大野晋の思ひ出
- 31.カキがつく
- 32.天皇さんの涙（連載時「昭和天皇の涙」）
- 33.捕虜の処遇
- 34.水交座談会 その一・はしがき
- 35.水交座談会 その二・鈴木貫太郎提督の風格
- 36.水交座談会 その三・副官兼秘書官の仕事
- 37.水交座談会 その四・駐独海軍武官輔佐官回顧録
- 38.水交座談会 その五・回顧録補遺
- 39.老残の身
- 40.擱筆の記
- 附記

## 刊行書誌
- 『葭の髄から』 文藝春秋、2000年
- 『葭の髄から』 文春文庫、2003年
- 『人やさき 犬やさき　続 葭の髄から』 文藝春秋、2004年
- 『人やさき 犬やさき　続 葭の髄から』 文春文庫、2007年
- 『エレガントな象　続々 葭の髄から』 文藝春秋、2007年
- 『エレガントな象　続々 葭の髄から』 文春文庫、2010年
- 『天皇さんの涙　葭の髄から 完』 文藝春秋、2011年
- 『天皇さんの涙　葭の髄から 完』 文春文庫、2013年